# San Giovanni a Teduccio
San Giovanni a Teduccio (in napoletano San Giuanne a Teduccio) è un quartiere dell'area orientale di Napoli, facente parte della Municipalità VI, insieme ai quartieri di Barra e Ponticelli.
Faceva parte della 20ª circoscrizione, divenuta, in occasione delle elezioni amministrative del 28-29 maggio 2006, la 6ª Municipalità. Pur non essendo molto vasto (2,35 km²) ha circa 25.000 abitanti.
San Giovanni a Teduccio confina a nord col quartiere di Barra, ad ovest col quartiere Zona Industriale, ad est coi comuni di San Giorgio a Cremano e Portici, mentre al sud si affaccia sul Mar Tirreno. Fu comune autonomo fino al 1925.

## Storia
Il toponimo del quartiere denominato San Giovanni a Teduccio deriva da storie diverse e separate tra loro.
Secondo alcuni storici presso la contrada Pazzigno vi era la villa di Theodosia, figlia di Teodosio, il grande imperatore romano; infatti, nel corso di alcuni scavi condotti nel rione Pazzigno fu scoperto un complesso architettonico di età tardo imperiale appartenente a Teodosia. In questo complesso fu ritrovata anche una pietra miliare, risalente forse al IV secolo d.C., che serviva per segnare il quarto miglio da Napoli. Su questa pietra è riportata la scritta "DDDNNNASSS BALENTINIANO TIUDOSIO ET ARCADIO BONO REIPUBCE NATE".
Forse questa è solo una leggenda, ma secondo alcuni studiosi nel 390 d.C. Theodosia innalzò nella sua villa una colonna in onore degli imperatori Valentiniano, di suo padre Teodosio e del figlio di quest'ultimo Arcadio. Intorno a questa colonna si sarebbero svolte grandi feste, a cui erano solite partecipare le più importanti famiglie di Napoli e dintorni. Per la notorietà della villa, della colonna e dei festini ivi celebrati col tempo si prese l'abitudine di appellare tutta la zona ad Theodociam, facendo così riferimento alla villa di Teodosia, termine che col tempo si sarebbe poi trasformato in Teduccio. Ora quella colonna è custodita presso la chiesa di San Giovanni Battista.
Ai tempi di Carlo I d'Angiò esisteva un luogo, vicino al casale di San Giovanni a Teduccio, che si chiamava "
S. Cesarei ad Susurram, nei pressi della chiesa di Sant'Arcangelo all'Arena. Lo stesso imperatore Valentiniano fece traslare il corpo di san Cesario di Terracina a Roma e da quel momento il martire diventò il santo tutelare degli imperatori romani. Quindi, anche in questa località, il culto di san Cesario sarebbe servito per sostituire e cristianizzare il culto pagano dei Divi Cesari.
La tradizione poi racconta che nel VI secolo d.C. alcuni pescatori, venuti presso la spiaggia di Vigliena, nel tirare la rete avvertirono un peso insolito. Dopo molta fatica emerse dal fondo una statua di marmo raffigurante san Giovanni Battista. Gli uomini la deposero nella barca e si accinsero a vogare verso Pietra Bianca (Leucopetra). Giunti però all'altezza dov'è l'attuale parrocchia centrale, per quanto dessero di remi la barca stentava a muoversi. Tornati a riva la cedettero ad alcuni popolani che erano sulla spiaggia, i quali presa la statua, che ad essi sembrò invece leggerissima, la trasportarono verso terra, edificando poi un'edicola dedicata al santo, che iniziò ben presto ad essere oggetto di forte devozione. Da qui tutta la contrada, col tempo, prese il nome di S. Giovanni a Theodocia, termine che, col passare del tempo e il susseguirsi di lingue e dialetti, divenne l'attuale San Giovanni a Teduccio.

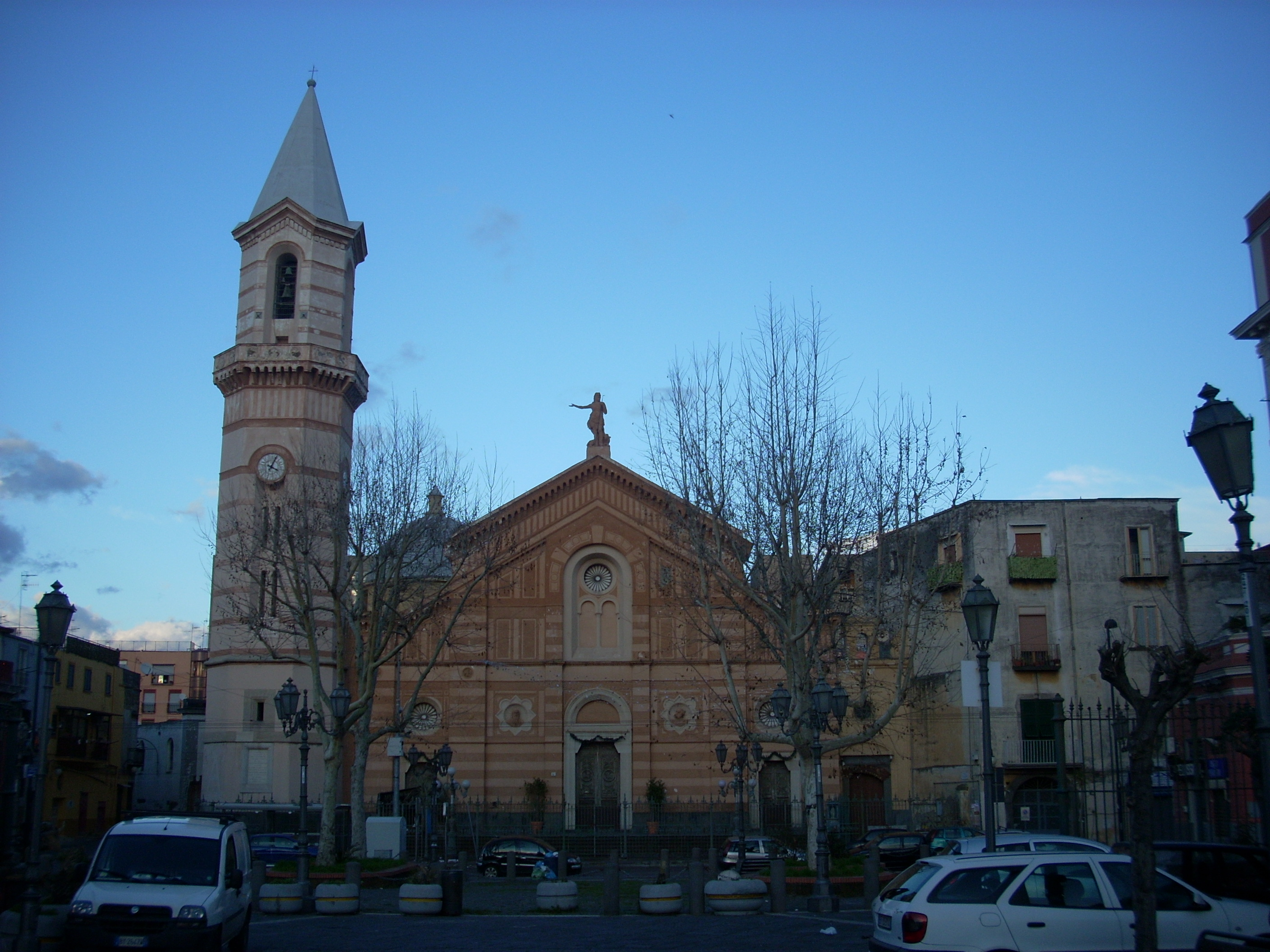
La chiesa di San Giovanni Battista

La zona di San Giovanni a Teduccio è stata aggregata alla città di Napoli sotto il fascismo, mentre sino al 1925 era un comune autonomo, sorto sull’antica via delle Calabrie (S.S. 18). È stata anch'essa vittima della speculazione edilizia che si è avuta in città a partire dal secondo dopoguerra, ma a differenza della maggior parte dei quartieri periferici di Napoli, ha conservato parte dei suoi caratteri di paese, come testimonia la zona intorno alla Chiesa Madre di San Giovanni.
La zona è stata in passato sede della più importante industria conserviera del Mediterraneo, la Cirio e della prima industria ferroviaria in Italia, servendo la tratta Napoli-Portici, col celebre opificio di Pietrarsa. La fabbrica ha cessato la sua attività nel 1975, ma negli anni successivi è stata trasformata in museo ferroviario. Lo sbocco occupazionale della fabbrica non è stato ancora pienamente compensato da altre attività economiche ed infatti la disoccupazione è uno dei maggiori problemi del quartiere.

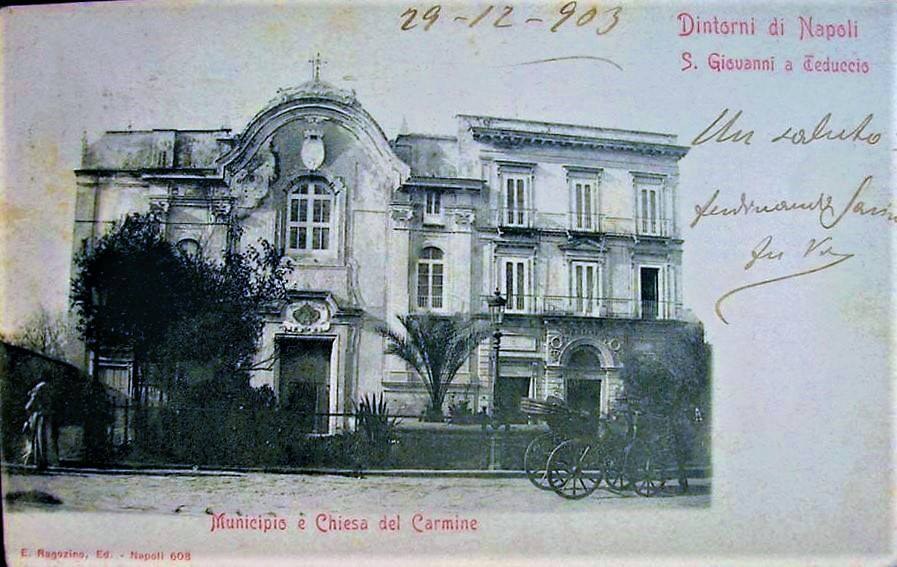
Municipio e Chiesa Del Carmine a San Giovanni a Teduccio nel 1903

Tuttavia il comune di Napoli avrebbe avviato una serie di progetti per la rivalutazione della zona come la costruzione di edifici per l'università Federico II e la riqualificazione del porto di Vigliena, ove tuttora si trova il celebre Forte di Vigliena ultimo baluardo della resistenza nella rivoluzione Partenopea del 1799. Il sito, di grande interesse socio-politico-culturale, è in uno stato di totale abbandono, tanto che le istituzioni permettono di costruirci all'interno, difatti nel sito vi sono parecchi interventi abusivi anche da parte di strutture sia pubbliche che private.
Data la sua connotazione operaia, il quartiere è stato anche centro di grande dibattito politico quando è stata chiusa una sezione del P.C.I. tra le più importanti di tutto il Meridione.

### Simboli
Lo stemma inizialmente usato dal comune riportava tre corone, due in alto e una in basso, sullo sfondo di tre monti al naturale e di una riviera. Dopo l'unità d'Italia fu concesso, con regio decreto del 17 maggio 1877, uno stemma avente la seguente blasonatura:

## Il Rione Nuova Villa
Il Rione Villa nasce come complesso residenziale costruito negli anni cinquanta e sessanta del XX secolo dall'Istituto Autonomo Case Popolari (IACP). Gli edifici vengono costruiti un po' alla volta, a blocchi, e consta attualmente di 46 isolati, comprendenti circa 110 scale. I fabbricati sono tutti a tre o quattro piani con un piano rialzato; solo quattro sono i cosiddetti grattacieli, cioè palazzine alte 7 piani con un piano ammezzato.
La zona, prima della costruzione del nuovo rione, era una distesa di terreni a vocazione agricola; a vegliare sui vecchi contadini c'era la statua della Madonna del Carmine, custodita in una piccolissima cappella a lei dedicata. Quando fu costruito il ponte della residenziale quella cappella fu chiusa e inglobata nelle mura del ponte, mentre la statua fu trasferita nella chiesa di San Giuseppe e Madonna di Lourdes, dove ha continuato ad essere esposta per la venerazione dei fedeli.
La zona è stata in passato sede di importanti industrie conserviere del mediterraneo, come la Cirio, Russo, Paudice, Reale; attualmente la Regione Campania ha avviato un progetto per la costruzione di edifici per l'università Federico II. Dopo la nascita dell'Apple Academy all'interno del polo universitario della Federico II, anche la multinazionale Cisco Systems ha fondato una propria Academy.

## Monumenti e luoghi d'interesse
- Chiesa dell'Assunta in Cielo (via Ferrante Imparato n. 130)
- Chiesa dell'Incoronata Madre di Consolazione (via Taverna del Ferro n.73)
- Chiesa di Maria Santissima dell'Immacolata (corso San Giovanni a Teduccio n. 300)
- Chiesa di San Giuseppe e Madonna di Lourdes
- Chiesa di Santa Maria del Soccorso
- Chiesa di Santa Maria del Carmine
- Chiesa di Santa Maria delle Grazie (in via Bernardo Quaranta n. 13)
- Chiesa di San Giovanni Battista
- Chiesa di Santa Maria delle Grazie in corso San Giovanni a Teduccio n. 92
- Chiesa in via Salvatore Aprea n. 52
- Chiesa delle Suore Teatine
- Chiesa dell'Istituto Santa Caterina Volpicelli (Corso San Giovanni a Teduccio n.681)
- Oratorio della Confraternita dell'Ave Gratia Plena
- Oratorio della Confraternita del Santissimo Rosario in via Parrocchia
- Cimitero di San Giovanni a Teduccio (XIX secolo)
- Forte di Vigliena

Sul territorio è presente il laghetto Troisi intitolato a Massimo Troisi, un piccolo bacino artificiale con ingresso principale da viale 2 giugno.

## Progetti di rilancio del quartiere

### Il murale di Maradona
A febbraio 2017 in viale Due Giugno, presso il cosiddetto Bronx, l'artista partenopeo Jorit ha realizzato il più grande murale al mondo dedicato a Diego Armando Maradona e intitolato "Diego". Come ha dichiarato l'artista, il murale è stato realizzato per portare bellezza all'interno del quartiere e ha richiamato l'attenzione di importanti testate giornalistiche, reti televisive e dello stesso Maradona. L'iniziativa privata di Jorit è stata promossa e sostenuta da INWARD Osservatorio sulla Creatività Urbana e da raccolte locali.
Università Federico II
Nel 2006 furono iniziati i lavori di costruzione dell'università della Federico II, sostituendo l'ex stabilimento Cirio; Il 17 settembre del 2016, dopo 10 anni, fu inaugurata l'università; tuttavia negli anni a seguire verranno inaugurate altre strutture come l'auditorium nel 21 dicembre 2016.

## Infrastrutture e trasporti
Nel quartiere è presente il raccordo E45, che collega la tangenziale all'autostrada A3.
Gli assi viari principali sono corso San Giovanni a Teduccio e corso Nicolangelo Protopisani.
A San Giovanni a Teduccio sono presenti la stazione di Napoli San Giovanni-Barra, servita dai servizi metropolitani Trenitalia denominati linea 2 e quella denominata San Giovanni a Teduccio, sulla ferrovia Napoli-Pompei-Poggiomarino e sulla ferrovia Napoli-Ottaviano-Sarno della rete denominata Circumvesuviana.
Il quartiere è servito dai normali bus dell'ANM e da tram di linea della città.
Fra il 1879 e il 1980 il quartiere era inoltre servito da una diramazione della tranvia Napoli-Portici-Torre del Greco che serviva anche Barra.